# John Webb (Architekt)

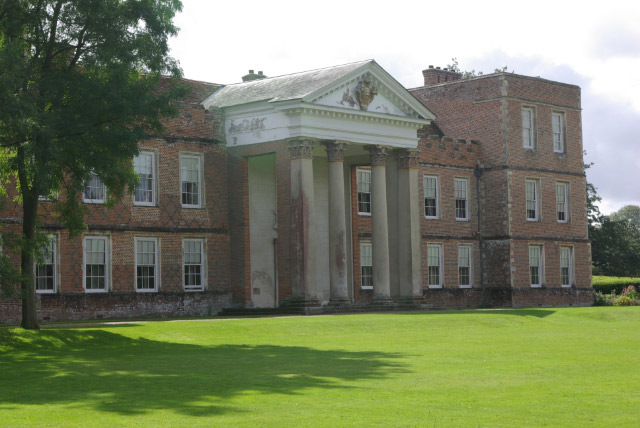
Portikus von The Vyne, Hampshire

John Webb (* 1611; † 24. Oktober 1672 in Butleigh) war ein englischer Architekt des Palladianismus.
Webb war ein Schüler und ein Schwiegersohn von Inigo Jones. Zu Beginn seiner Karriere arbeitete er als Zeichner für Jones an den Entwürfen von Banqueting House und anderen Bauten. Nach Jones Tod 1652 erbte Webb dessen Sammlung von Zeichnungen Palladios sowie Jones eigene und galt als der führende klassizistische Architekt der 1650er Jahre in England. Zu seinen bekanntesten Arbeiten gehören die Inneneinrichtung von Wilton House sowie der Nordflügel des Herrenhauses The Vyne bei Basingstoke, für den er 1654 einen übergiebelten Portikus entwarf, der als der erste in England gilt. Als sein Hauptwerk gilt der Entwurf für den Neubau des königlichen Palace of Placentia in Greenwich, der 1664 begonnen wurde. Ausgeführt wurde bis 1669 jedoch nur der Westflügel, bevor der Weiterbau wegen Geldmangels eingestellt wurde. Der Palast wurde später nach geänderten Entwürfen von Wren als Royal Naval Hospital weitergebaut.

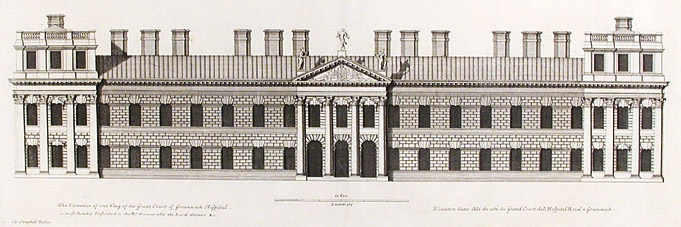
Zeichnung des King Charles Block des Palastes von Greenwich

Nach einer erfolgreichen Karriere starb Webb 1672. Seine Bauten und Arbeiten hatten großen Einfluss auf die weitere Entwicklung der neo-palladianischen Architektur im England des 18. Jahrhunderts. Viele seiner Bauten wurden jedoch später verändert oder zerstört, so dass Webb in Vergessenheit geriet und sein Lehrmeister Jones heute als bekanntester palladianischer Architekt Englands gilt.